# Dendroctonus
Genre
Dendroctonus est un genre d'insectes de l'ordre des coléoptères (insectes possédant en général deux paires d'ailes incluant entre autres les scarabées, coccinelles, lucanes, chrysomèles, hannetons, charançons et carabes).
Les espèces de ce genre sont xylophages et font partie de la sous-famille des Scolytinae.

## Liste des espèces eurasiennes
- Dendroctonus micans (Kugelann, 1794) - dendroctone européen de l'épinette

## Liste des espèces chinoises
- Dendroctonus armandi Tsai & Li (1959)

## Liste des espèces nord et centre-américaines
- Dendroctonus adjunctus Blandford, 1897
- Dendroctonus approximatus Dietz, 1890
- Dendroctonus brevicomis LeConte 1876 - dendroctone occidental du pin
- Dendroctonus frontalis Zimmermann, 1868 - dendroctone méridional du pin
- Dendroctonus jeffreyi Hopkins, 1909
- Dendroctonus micans Erichson, 1836 - hylésine géant ou dendroctone de l’épicéa
- Dendroctonus murrayanae Hopkins, 1909 - dendroctone du pin tordu
- Dendroctonus ponderosae Hopkins, 1902 - dendroctone du pin ponderosa
- Dendroctonus pseudotsugae Hopkins, 1905 - dendroctone du sapin de Douglas
- Dendroctonus punctatus LeConte, 1868 - dendroctone de l'Allegheny
- Dendroctonus rufipennis Kirby 1837 - dendroctone de l'épinette
- Dendroctonus simplex LeConte, 1868 - dendroctone du mélèze
- Dendroctonus terebrans (Olivier, 1795)
- Dendroctonus valens LeConte, 1860 - dendroctone rouge de l'épinette